# Harry Hebner
Harry Joseph Hebner (Chicago, 15 giugno 1891 – Michigan City, 12 ottobre 1968) è stato un nuotatore e pallanuotista statunitense.

## Biografia
Ha partecipato a tre edizioni dei giochi olimpici: 1908, 1912 e 1920; nelle prime due occasioni ha gareggiato nel nuoto conquistando complessivamente tre medaglie, mentre nel 1920 ha fatto parte della rappresentativa di pallanuoto statunitense.

## Palmarès

### Olimpiadi
- Oro (100 metri dorso a Stoccolma 1912)
- Argento (staffetta 4x200 metri stile libero a Stoccolma 1912)
- Bronzo (staffetta 4x200 metri stile libero a Londra 1908).